# Cesarzowa (tarot)
Cesarzowa – karta tarota należąca do Arkanów Wielkich, oznaczana numerem 3 (III).
Inne nazwy: Królowa, Bogini Izis, Natura, Pani Wszechmocy.

## Wygląd
Na karcie widnieje wizerunek urodziwej kobiety siedzącej na tronie. Na głowie Cesarzowa nosi koronę lub diadem, natomiast w rękach trzyma berło i niewielką tarczę z namalowanym na niej orłem.

## Znaczenie
Karta Cesarzowej dotyczy osoby kobiety, jej charakteru i zachowania. W położeniu prostym opisuje kobiece zalety, takie jak piękno, urok osobisty, cierpliwość i umiejętność udzielenia pomocy, zaś położenie odwrócone karty mówi o kobiecych wadach – przede wszystkim zaborczości i przesadnej trosce o innych. Cesarzowa symbolizuje także macierzyństwo i poczucie bezpieczeństwa, płynące z obecności matki.

## Galeria

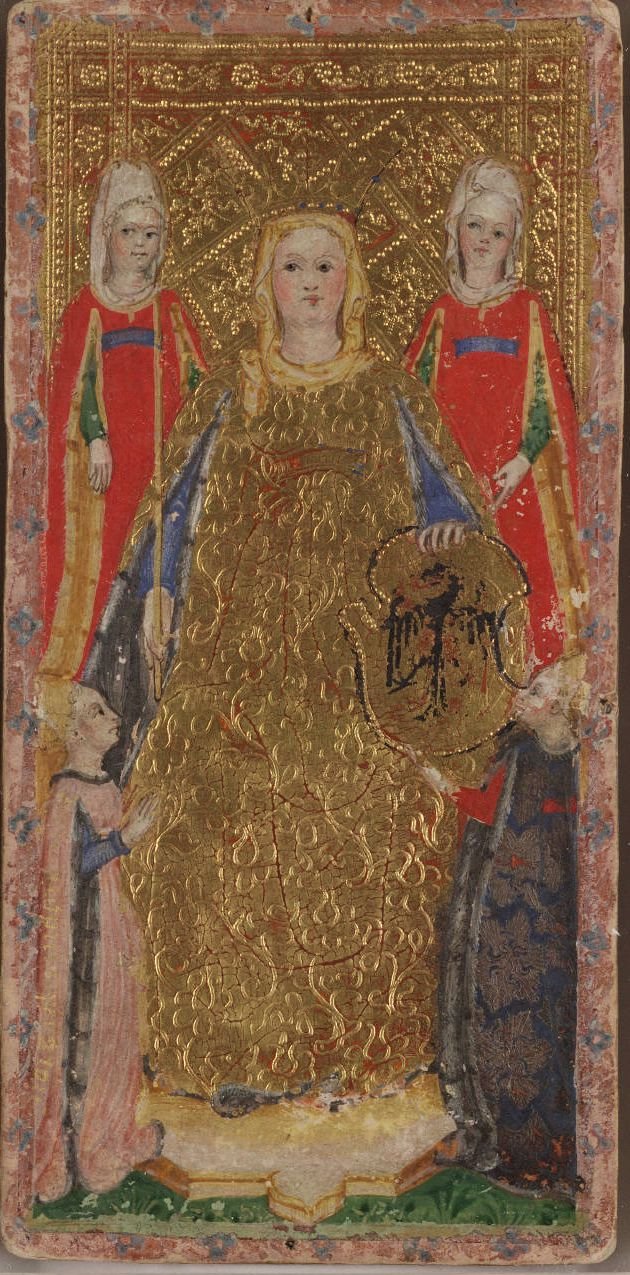
Cesarzowa z talii tarota Viscontich Cary-Yale zwanej też Visconti di Modrone (XV wiek)
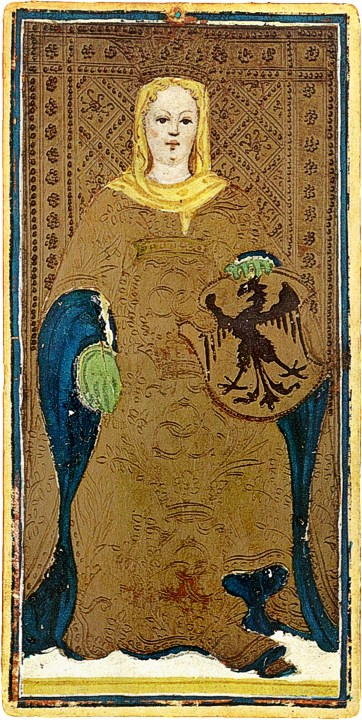
Cesarzowa z talii tarota Viscontich-Sforzów ze zbiorów Pierpont Morgan-Bergamo (XV wiek) – reprodukcja
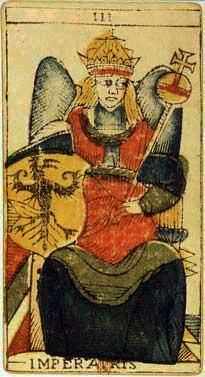
Cesarzowa z talii tarota marsylskiego Jeana Dodala (XVIII wiek)
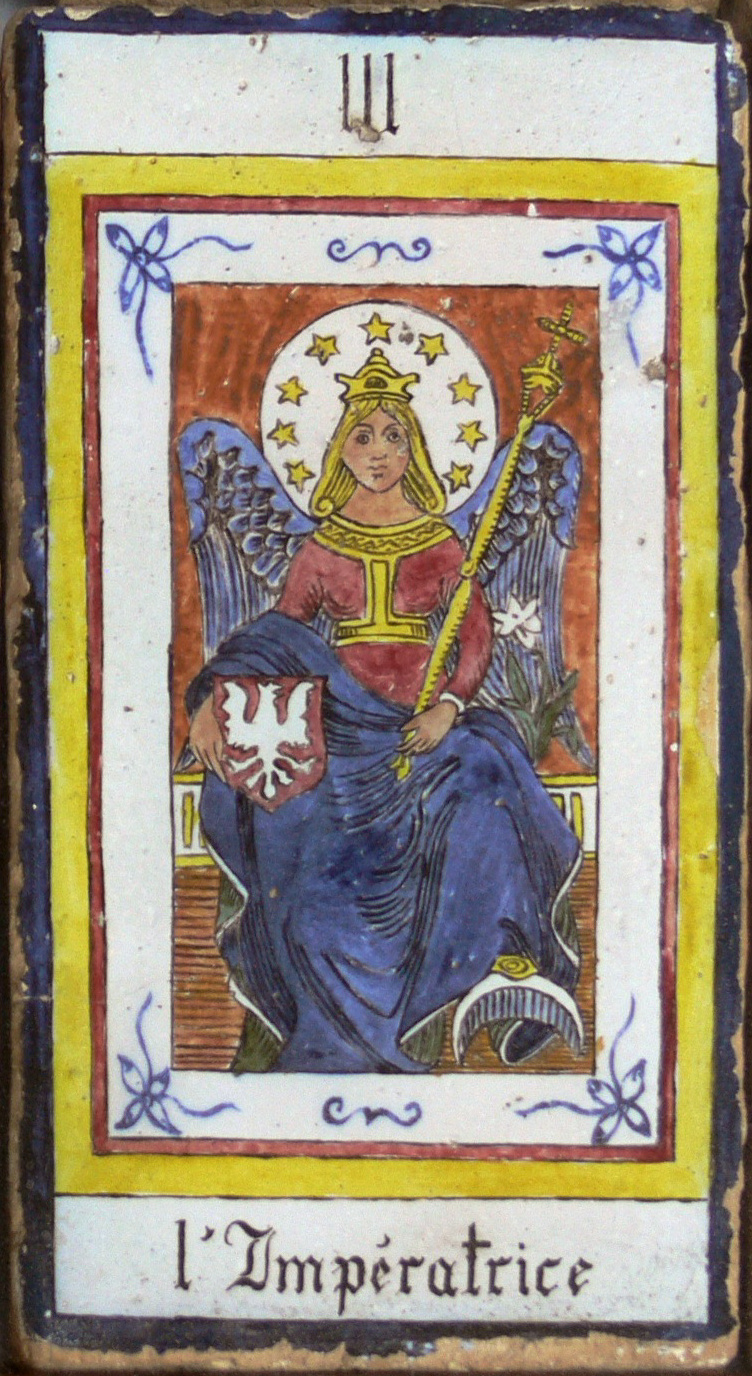
Cesarzowa